# Pieonchang
Pieonchang o Pyeongchang (del coreano: 평창), oficialmente Condado de Pieonchang (en coreano: 평창군, pyeongchang-gun, pronunciado: [pʰjʌŋtɕʰaŋ] Péong-Chang), es un condado surcoreano ubicado en las montañas de Taebaek y perteneciente administrativamente a la provincia de Gangwon. Está ubicada a 126 kilómetros al este de Seúl y a 30 kilómetros al noroeste de Jecheon. El condado comprende una área administrativa de 1463,7 km² y una población de 43 666 (2013). Fue sede de los Juegos Olímpicos de Invierno 2018, juegos celebrados entre el 9 y el 25 de febrero.

## Administración
El condado de Pieonchang se divide en una villa y siete distritos.
|  | - Villa Pieonchang (평창읍) - Distrito Bannim (방림면) - Distrito Bonpieong (봉평면) - Distrito Daegwallyeong (대관령면) - Distrito Daehwa (대화면) - Distrito Jinbu (진부면) - Distrito Mitan (미탄면) - Distrito Yonpieong (용평면) |

## Economía
Debido a su geografía montañosa el terreno es utilizado para la crianza de animales y el cultivo, en otras áreas como la minería también se produce en la región.
Los principales productos agrícolas son el arroz, maíz, patatas, miel, tabaco, verduras.

## Geografía
El terreno del condado es muy alto, con un 84 % de su territorio compuesto por montañas con una altitud media de 750 m sobre el nivel del mar.

## Clima
El clima de la ciudad es continental húmedo, con veranos cálidos y húmedos e inviernos largos y fríos. La temperatura promedio es de 6,6 °C y la precipitación anual es de 1898 mm.
| Parámetros climáticos promedio de Daegwallieong-mieon, Pieonchang (1991–2020) | Parámetros climáticos promedio de Daegwallieong-mieon, Pieonchang (1991–2020) | Parámetros climáticos promedio de Daegwallieong-mieon, Pieonchang (1991–2020) | Parámetros climáticos promedio de Daegwallieong-mieon, Pieonchang (1991–2020) | Parámetros climáticos promedio de Daegwallieong-mieon, Pieonchang (1991–2020) | Parámetros climáticos promedio de Daegwallieong-mieon, Pieonchang (1991–2020) | Parámetros climáticos promedio de Daegwallieong-mieon, Pieonchang (1991–2020) | Parámetros climáticos promedio de Daegwallieong-mieon, Pieonchang (1991–2020) | Parámetros climáticos promedio de Daegwallieong-mieon, Pieonchang (1991–2020) | Parámetros climáticos promedio de Daegwallieong-mieon, Pieonchang (1991–2020) | Parámetros climáticos promedio de Daegwallieong-mieon, Pieonchang (1991–2020) | Parámetros climáticos promedio de Daegwallieong-mieon, Pieonchang (1991–2020) | Parámetros climáticos promedio de Daegwallieong-mieon, Pieonchang (1991–2020) | Parámetros climáticos promedio de Daegwallieong-mieon, Pieonchang (1991–2020) |
| Mes                                                                           | Ene.                                                                          | Feb.                                                                          | Mar.                                                                          | Abr.                                                                          | May.                                                                          | Jun.                                                                          | Jul.                                                                          | Ago.                                                                          | Sep.                                                                          | Oct.                                                                          | Nov.                                                                          | Dic.                                                                          | Anual                                                                         |
| ----------------------------------------------------------------------------- | ----------------------------------------------------------------------------- | ----------------------------------------------------------------------------- | ----------------------------------------------------------------------------- | ----------------------------------------------------------------------------- | ----------------------------------------------------------------------------- | ----------------------------------------------------------------------------- | ----------------------------------------------------------------------------- | ----------------------------------------------------------------------------- | ----------------------------------------------------------------------------- | ----------------------------------------------------------------------------- | ----------------------------------------------------------------------------- | ----------------------------------------------------------------------------- | ----------------------------------------------------------------------------- |
| Temp. máx. abs. (°C)                                                          | 9.3                                                                           | 16.5                                                                          | 20.5                                                                          | 30.1                                                                          | 31.0                                                                          | 32.3                                                                          | 32.9                                                                          | 32.7                                                                          | 29.0                                                                          | 26.1                                                                          | 21.5                                                                          | 13.5                                                                          | 32.9                                                                          |
| Temp. máx. media (°C)                                                         | −1.8                                                                          | 0.6                                                                           | 5.5                                                                           | 12.9                                                                          | 18.4                                                                          | 21.3                                                                          | 23.4                                                                          | 23.6                                                                          | 19.4                                                                          | 14.6                                                                          | 7.5                                                                           | 0.5                                                                           | 12.2                                                                          |
| Temp. media (°C)                                                              | −6.9                                                                          | −4.6                                                                          | 0.4                                                                           | 7.0                                                                           | 12.5                                                                          | 16.2                                                                          | 19.6                                                                          | 19.7                                                                          | 14.6                                                                          | 8.8                                                                           | 2.3                                                                           | −4.5                                                                          | 7.1                                                                           |
| Temp. mín. media (°C)                                                         | −12.2                                                                         | −10.1                                                                         | −4.7                                                                          | 1.2                                                                           | 6.8                                                                           | 11.6                                                                          | 16.6                                                                          | 16.5                                                                          | 10.4                                                                          | 3.5                                                                           | −2.6                                                                          | −9.4                                                                          | 2.3                                                                           |
| Temp. mín. abs. (°C)                                                          | -28.9                                                                         | -27.6                                                                         | -23.0                                                                         | -14.6                                                                         | -4.7                                                                          | -1.7                                                                          | 4.4                                                                           | 3.3                                                                           | -2.3                                                                          | -9.9                                                                          | -18.7                                                                         | -24.7                                                                         | -28.9                                                                         |
| Precipitación total (mm)                                                      | 53.1                                                                          | 49.2                                                                          | 72.6                                                                          | 93.5                                                                          | 108.2                                                                         | 162.5                                                                         | 336.3                                                                         | 368.4                                                                         | 249.6                                                                         | 97.6                                                                          | 69.4                                                                          | 34.7                                                                          | 1695.1                                                                        |
| Días de precipitaciones (≥ 0.1 mm)                                            | 9.4                                                                           | 8.9                                                                           | 11.2                                                                          | 10.4                                                                          | 10.8                                                                          | 12.9                                                                          | 17.8                                                                          | 18.1                                                                          | 13.1                                                                          | 8.9                                                                           | 10.2                                                                          | 8.5                                                                           | 140.2                                                                         |
| Horas de sol                                                                  | 199.3                                                                         | 193.5                                                                         | 210.9                                                                         | 223.1                                                                         | 237.2                                                                         | 192.4                                                                         | 143.0                                                                         | 138.2                                                                         | 149.6                                                                         | 196.2                                                                         | 177.2                                                                         | 193.3                                                                         | 2253.9                                                                        |
| Humedad relativa (%)                                                          | 66.3                                                                          | 65.7                                                                          | 65.8                                                                          | 61.9                                                                          | 67.5                                                                          | 79.4                                                                          | 86.2                                                                          | 87.2                                                                          | 85.5                                                                          | 76.8                                                                          | 70.3                                                                          | 66.6                                                                          | 73.3                                                                          |
| Fuente n.º 1: Agencia Meteorológica de Corea                                  |                                                                               |                                                                               |                                                                               |                                                                               |                                                                               |                                                                               |                                                                               |                                                                               |                                                                               |                                                                               |                                                                               |                                                                               |                                                                               |
| Fuente n.º 2: 기상청                                                          |                                                                               |                                                                               |                                                                               |                                                                               |                                                                               |                                                                               |                                                                               |                                                                               |                                                                               |                                                                               |                                                                               |                                                                               |                                                                               |

## Deportes

Logotipo de Pieonchang 2018.

Pieonchang se postuló para ser sede de los Juegos Olímpicos de invierno de 2010, siendo derrotada por 53 votos frente a 56 de Vancouver (Canadá) en la ronda final de la elección de la sede de los Juegos Olímpicos. Posteriormente, se postuló nuevamente para los Juegos Olímpicos de invierno de 2014, siendo derrotada por Sochi (Rusia).
El 6 de julio de 2011, en su tercer intento, fue elegida para ser sede de los Juegos Olímpicos de Invierno 2018 durante la 123.ª Sesión del COI, celebrada en Durban (Sudáfrica), después de obtener 63 votos, frente a los 25 de la candidatura de Múnich (Alemania), y 7 de la de Annecy (Francia).
En enero de 2024, el Domo de Pieonchang fue elegido para ser parte de la Ceremonia de Inauguración de los Juegos Olímpicos de la Juventud de Gangwon 2024.
| Predecesor: Sochi | Ciudad Olímpica 2018 | Sucesor: Pekín |